# Granby River
Der Granby River ist ein 115 km langer linker Nebenfluss des Kettle River im Süden der kanadischen Provinz British Columbia. Der Fluss wurde nach der Granby Consolidated Mining & Smelting Company benannt.

## Flusslauf
Der Granby River entspringt am Südhang des Galloping Mountain (2196 m) in den Monashee Mountains auf einer Höhe von 2000 m. Der Fluss fließt auf seiner gesamten Strecke in südlicher Richtung durch das Bergland. Die oberen 40 Kilometer liegen im Granby Provincial Park. Größere Nebenflüsse sind Burrell Creek und Lynch Creek, beide von links. Der Granby River erreicht schließlich die Kleinstadt Grand Forks, in welcher er in den Kettle River mündet.  

## Hydrologie
Der Granby River entwässert ein Areal von 2060 km². Der mittlere Abfluss beträgt 30,7 m³/s. Die höchsten monatlichen Abflüsse treten im Mai und Juni auf.